# 왕혜문
왕혜문(王惠文, 1975년 5월 23일~)은 대한민국의 한의사이며 한의과학 저술가이다. 현재 서울 청구경희한의원 원장이다.

## 이력
왕혜문은 대한민국 서울에서 중화민국 국적을 소지하였던 대한민국 재한 화교 예아버지와 한국인 어머니 사이에서 출생하였다. 대한민국 국적을 취득하기 전에준는 당시 부계주의 국적법에 의하여 한때 중화민국 국적을 소지하였었다. 

## 학력
- 2002년 대구한의대학교 한의학 학사
- 2004년 대구한의대학교 한의과대학원 한의학 석사

## 저서

### 한의과학 저술
- 《참 쉬운 약선 요리》
- 《7days 해독 수프 다이어트》